# Васильев, Юрий Николаевич (футболист)
Юрий Николаевич Васильев (1949 — 23 июля 2014, Белгород) — советский футболист, нападающий, лучший бомбардир в истории белгородского «Салюта», мастер спорта СССР (1968).

## Биография
Воспитанник дворового футбола, в белгородскую группу подготовки футболистов попал только в 15 лет. На взрослом уровне начал играть в футбол в составе белгородского «Салюта» (ранее назывался «Спартак»), выступавшего в классе «Б» чемпионата СССР, дебютировал в его составе 1 октября 1967 года в матче против «Авангарда» (Коломна) и в первом же матче забил гол.
В 1968 году «Салют» занял третье место в финальном турнире чемпионата РСФСР, куда выходили лучшие команды российских зон класса «Б», и завоевал право играть во второй группе класса «А», игроки клуба были награждены званиями «мастер спорта СССР». Юрий Васильев в этом сезоне сыграл в 41 матче и забил 23 гола, что стало клубным рекордом «Салюта» по числу голов за сезон. По окончании сезона вызван в молодёжную сборную СССР, принял участие в тренировочном турнире между первой, молодёжной и юношеской сборными страны в Москве.
На следующий год Васильев забил 6 голов в 32 матчах, его команда не смогла удержаться на более высоком уровне и заняв 17 место из 20 команд, вернулась в третий эшелон советского футбола. Следующие два года Васильев забивал по 10 голов за сезон.
В 1973 году Васильев был призван в армию и выступал за смоленскую «Искру», в её составе стал победителем зонального турнира второй лиги, команда заняла четвёртое место в финальном турнире победителей всех зон. Его также приглашали выступать в 1969 году за луганскую «Зарю» и в середине 1970-х за московский «Спартак», но он отказался.
В дальнейшем, до окончания карьеры, выступал за «Салют». Завершил карьеру в 1981 году в возрасте 32 года из-за травмы мениска.
За время выступлений в белгородской команде Васильев сыграл 300 матчей и забил 108 голов, является лучшим бомбардиром команды за всю историю.
Окончил Белгородский государственный педагогический институт. После окончания карьеры работал детским тренером в ДЮСШ-6. Награждён званием «Отличник физической культуры России». В 1990—1991 входил в тренерский штаб «Салюта» в качестве тренера и начальника команды.
Умер 23 июля 2014 года на 66-м году жизни.

## Семья
Сын Максим (р. 1974), также стал футболистом, провёл 264 матча за белгородские команды, тренировал «Салют».

## Достижения
- Бронзовый призёр чемпионата РСФСР: 1968 (в составе «Салюта»)
- Победитель второй лиги СССР (2-я зона): 1973 (в составе «Искры»)
- Обладатель клубного рекорда «Салюта» по числу голов за всю историю: 108
- Обладатель клубного рекорда «Салюта» по числу голов в одном сезоне: 23